# Mimilambrus wileyi
Mimilambrus wileyi is een krabbensoort uit de familie van de Parthenopidae. De wetenschappelijke naam van de soort is voor het eerst geldig gepubliceerd in 1979 door Williams.